# Phrynobatrachus
Phrynobatrachus és un gènere de granotes de la família Petropedetidae.

## Taxonomia
- Phrynobatrachus accraensis
- Phrynobatrachus acridoides
- Phrynobatrachus acutirostris
- Phrynobatrachus albolabris
- Phrynobatrachus albomarginatus
- Phrynobatrachus alleni
- Phrynobatrachus annulatus
- Phrynobatrachus asper
- Phrynobatrachus auritus
- Phrynobatrachus batesii
- Phrynobatrachus bequaerti
- Phrynobatrachus brevipalmatus
- Phrynobatrachus bullans
- Phrynobatrachus calcaratus
- Phrynobatrachus congicus
- Phrynobatrachus cornutus
- Phrynobatrachus cricogaster
- Phrynobatrachus cryptotis
- Phrynobatrachus dalcqi
- Phrynobatrachus dendrobates
- Phrynobatrachus dispar
- Phrynobatrachus elberti
- Phrynobatrachus francisci
- Phrynobatrachus fraterculus
- Phrynobatrachus gastoni
- Phrynobatrachus ghanensis
- Phrynobatrachus giorgii
- Phrynobatrachus graueri
- Phrynobatrachus guineensis
- Phrynobatrachus gutturosus
- Phrynobatrachus hylaios
- Phrynobatrachus inexpectatus
- Phrynobatrachus irangi
- Phrynobatrachus keniensis
- Phrynobatrachus kinangopensis
- Phrynobatrachus krefftii
- Phrynobatrachus liberiensis
- Phrynobatrachus mababiensis
- Phrynobatrachus manengoubensis
- Phrynobatrachus minutus
- Phrynobatrachus nanus
- Phrynobatrachus natalensis
- Phrynobatrachus ogoensis
- Phrynobatrachus pakenhami
- Phrynobatrachus parkeri
- Phrynobatrachus parvulus
- Phrynobatrachus perpalmatus
- Phrynobatrachus phyllophilus
- Phrynobatrachus plicatus
- Phrynobatrachus pygmaeus
- Phrynobatrachus rouxi
- Phrynobatrachus rungwensis
- Phrynobatrachus scapularis
- Phrynobatrachus steindachneri
- Phrynobatrachus sternfeldi
- Phrynobatrachus stewartae
- Phrynobatrachus sulfureogularis
- Phrynobatrachus taiensis
- Phrynobatrachus tokba
- Phrynobatrachus ukingensis
- Phrynobatrachus uzungwensis
- Phrynobatrachus versicolor
- Phrynobatrachus villiersi
- Phrynobatrachus vogti
- Phrynobatrachus werneri